# Милево
Милево е село в Южна България, област Пловдив, община Садово. Старото име на селото е Сатъ Бегово

## География
Милево се намира на 14 км от Садово и 30 км от Пловдив.

## История
Най-ранните сведения за селото се съдържат в регистъра на акънджиите от 1472 г., където то е посочено като „Село Джулляхлу“ от нахията Филибе (Пловдив).
В периода ХV – ХVІ в., освен името Сатъ бей, Милево е носело и наименованието Джюлляхян, също и Джуллахян, като негово второ наименование и име. В подробния тимарски регистър на Пловдивско от 1570 г., селото е описано като „Село Джуллахян Азиз, с друго име Сатъ Бей“. В дефтера на соларите от Черноморието и Южна България от 1488 г., Милево е споменато на 4 места в дефтера, съответно под имената „Сати бей“, „Сатъбей“, „Сати“, „Синани бей“, „Сати Бей“.
В подробния тимарски регистър на Пловдивско и Старозагорско от 1489 г. е посочено като „Село Сатъ“ от нахията Филибе (Пловдив) – (Istanbul – BOA, TD 26, s.88). В документи от XVII век се среща и като Сатъ бей. 
До 1934 година името на селото е „Сатъ̀ Бегово“. През август 1934 година е преименувано на Надеждино, а през ноември 1947 година – на Милево.

## Личности
- Йордан Христосков – управител на Националния осигурителен институт
- Начо Христосков – писател.
- Ирина Трачева – народна певица.

## Други
Разработена е по европейски стандарти птицекланица в селото и осигурява работни места на около 80 души.